# Clambake (sang)
"Clambake" er en komposition af Sid Wayne og Ben Weisman og er indsunget af Elvis Presley. "Clambake" er titelnummer til Elvis Presley-filmen Clambake fra 1967. Sangen blev indspillet af Elvis i RCA Studio B i Nashville den 21. februar 1967. 
"Clambake" blev aldrig udgivet som single, men udkom som et af numrene på filmens soundtrack, som ligeledes hed Clambake. Albummet kom på gaden i november 1967 og havde nummeret RCA LSP-LPM 3893. (LSP og LPM er RCA's betegnelse for hhv. stereo- eller monoplade, efterfulgt af et løbenummer, som her 3893).
"Clambake" er endvidere på CD'en fra 18. juli 1995 Command Performances – The Essential 60's Masters, vol. 2, som er en samling af de bedre af Elvis' filmsange fra 1960'ernes mange spillefilm.

## Alternativ version
Den 23. februar 1967 indsang Elvis Presley en alternativ version af "Clambake", som dog ikke blev anvendt før den blev udgivet af RCA på albummet Double Features: Kissin' Cousins/Clambake/Stay Away, Joe i 1994.